# Lamprosema fuscalis
Lamprosema fuscalis là một loài bướm đêm trong họ Crambidae.